# La Revolución (Chiapas)
La Revolución es una localidad del estado mexicano de Chiapas. Es parte del municipio de Tila.

## Demografía
| Gráfica de evolución demográfica |
|                                  |

| Censo | Población |
| ----- | --------- |
| 1990  | 255       |
| 2000  | 625       |
| 2010  | 709       |
| 2020  | 1 009     |